# Совет министров Чувашской АССР
Совет Министров Чувашской АССР — правительство, высший исполнительный и распорядительный орган Чувашской АССР с 1946 по 1994 год. Наименование с 1992 по 1994 год — Совет Министров Чувашской Республики.

## История
Создан согласно Указу Президиума Верховного Совета Чувашской АССР от 26 марта 1946 года «О преобразовании Совета народных комиссаров Чувашской АССР в Совет Министров Чувашской АССР».
Председатели Совета министров Чувашской АССР
1. Матвеев, Антон Матвеевич (26 марта 1946 — 22 марта 1947)
2. Афанасьев, Илларион Афанасьевич (22 марта 1947 — 3 февраля 1955)
3. Ислюков, Семён Матвеевич (3 февраля 1955 — 8 декабря 1955)
4. Ерлаков, Анатолий Сергеевич (8 декабря 1955 — 10 декабря 1962)
5. Зайцев, Михаил Васильевич (10 декабрь 1962 — 21 апреля 1975)
6. Прокопьев, Леонид Прокопьевич (21 апреля 1975 — 5 октября 1989)
7. Зайцев, Николай Архипович (2 ноября 1989 — 12 февраля 1992)

Председатель Совета Министров Чувашской Республики
1. Викторов, Валерьян Николаевич (12 февраля 1992 — 21 января 1994)